# Roeien op de Olympische Zomerspelen 2020 – Lichte dubbel-twee vrouwen
De lichte dubbel-twee vrouwen op de Olympische Zomerspelen 2020 vond plaats van 24 tot en met 29 juli 2021. Regerend olympisch kampioen was de Nederlandse lichte dubbel-twee met Ilse Paulis en Maaike Head. De overwinning ging naar de boot van Italië, die Frankrijk (zilver) en Nederland (brons) nipt voor bleef.
De competitie bestond uit meerdere ronden, beginnend met de series en herkansingen om het deelnemersveld van de halve finales te bepalen. Er werden twee halve finales geroeid om te bepalen welke teams doorgingen naar de A-finale. 
De series vonden plaats op 24 juli, een dag later gevolgd door de herkansingen. De halve finales werden geroeid op 28 juli, op 29 juli gevolgd door de finales. 

## Resultaten

### Series
De beste twee boten van elke serie plaatsten zich voor de halve finales. De overige boten gingen naar de herkansingen om te proberen zich alsnog te kwalificeren.

#### Serie 1
| Rang | Baan | Namen                              | Land             | Tijd    | Bijz. |
| ---- | ---- | ---------------------------------- | ---------------- | ------- | ----- |
| 1    | 2    | Laura Tarantola Claire Bové        | Frankrijk        | 7:03,47 | Q     |
| 2    | 1    | Valentina Rodini Federica Cesarini | Italië           | 7:04,66 | Q     |
| 3    | 6    | Mary Reckford Michelle Sechser     | Verenigde Staten | 7:05,30 | H     |
| 4    | 3    | Patricia Merz Frédérique Rol       | Zwitserland      | 7:08,66 | H     |
| 5    | 4    | Aoife Casey Margaret Cremen        | Ierland          | 7:17,67 | H     |
| 6    | 5    | Mutiara Rahma Putri Melani Putri   | Indonesië        | 7:52,57 | H     |

#### Serie 2
| Rang | Baan | Namen                               | Land      | Tijd    | Bijz. |
| ---- | ---- | ----------------------------------- | --------- | ------- | ----- |
| 1    | 4    | Marieke Keijser Ilse Paulis         | Nederland | 7:07,73 | Q     |
| 2    | 1    | Jill Moffatt Jennifer Casson        | Canada    | 7:11,30 | Q     |
| 3    | 6    | Chiaki Tomita Ayami Oishi           | Japan     | 7:22,47 | H     |
| 4    | 5    | Lường Thị Thảo Đinh Thị Hảo         | Vietnam   | 7:36,21 | H     |
| 5    | 3    | Nour El-Houda Ettaieb Khadija Krimi | Tunesië   | 7:39,61 | H     |
| 6    | 2    | Yulisa López Jennieffer Zúñiga      | Guatemala | 7:53,35 | H     |

#### Serie 3
| Rang | Baan | Namen                                | Land             | Tijd    | Bijz. |
| ---- | ---- | ------------------------------------ | ---------------- | ------- | ----- |
| 1    | 1    | Ionela-Livia Cozmiuc Gianina Beleagă | Roemenië         | 7:01,74 | Q     |
| 2    | 5    | Emily Craig Imogen Grant             | Groot-Brittannië | 7:03,29 | Q     |
| 3    | 4    | Anastasia Lebedeva Maria Botalova    | Russische ploeg  | 7:07,67 | H     |
| 4    | 3    | Ina Nikulina Alena Furman            | Wit-Rusland      | 7:10,15 | H     |
| 5    | 2    | Valentina Cavallar Louisa Altenhuber | Oostenrijk       | 7:26,22 | H     |
| 6    | 6    | Milka Kraljev Evelyn Silvestro       | Argentinië       | 7:29,27 | H     |

### Herkansingen
De beste drie boten van elke herkansingenserie plaatsten zich voor de halve finales, de overige boten gingen naar de C-finale. 

#### Herkansing serie 1
| Rang | Baan | Namen                               | Land             | Tijd    | Bijz. |
| ---- | ---- | ----------------------------------- | ---------------- | ------- | ----- |
| 1    | 4    | Mary Reckford Michelle Sechser      | Verenigde Staten | 7:21,25 | Q     |
| 2    | 2    | Ina Nikulina Alena Furman           | Wit-Rusland      | 7:26,99 | Q     |
| 3    | 3    | Chiaki Tomita Ayami Oishi           | Japan            | 7:34,45 | Q     |
| 4    | 1    | Milka Kraljev Evelyn Silvestro      | Argentinië       | 7:39,53 | FC    |
| 5    | 5    | Nour El-Houda Ettaieb Khadija Krimi | Tunesië          | 7:54,95 | FC    |
| 6    | 6    | Mutiara Rahma Putri Melani Putri    | Indonesië        | 8:03,19 | FC    |

#### Herkansing serie 2
| Rang | Baan | Namen                                | Land            | Tijd    | Bijz. |
| ---- | ---- | ------------------------------------ | --------------- | ------- | ----- |
| 1    | 4    | Patricia Merz Frédérique Rol         | Zwitserland     | 7:22,02 | Q     |
| 2    | 3    | Anastasia Lebedeva Maria Botalova    | Russische ploeg | 7:22,72 | Q     |
| 3    | 5    | Aoife Casey Margaret Cremen          | Ierland         | 7:23,46 | Q     |
| 4    | 1    | Valentina Cavallar Louisa Altenhuber | Oostenrijk      | 7:42,31 | FC    |
| 5    | 2    | Lường Thị Thảo Đinh Thị Hảo          | Vietnam         | 7:53,69 | FC    |
| 6    | 6    | Yulisa López Jennieffer Zúñiga       | Guatemala       | 8:13,27 | FC    |

### Halve finales

#### Halve finale A/B 1
| Rang | Baan | Namen                        | Land             | Tijd    | Bijz. |
| ---- | ---- | ---------------------------- | ---------------- | ------- | ----- |
| 1    | 5    | Emily Craig Imogen Grant     | Groot-Brittannië | 6:41,99 | FA    |
| 2    | 3    | Laura Tarantola Claire Bové  | Frankrijk        | 6:42,92 | FA    |
| 3    | 4    | Marieke Keijser Ilse Paulis  | Nederland        | 6:43,85 | FA    |
| 4    | 2    | Patricia Merz Frédérique Rol | Zwitserland      | 6:48,92 | FB    |
| 5    | 1    | Aoife Casey Margaret Cremen  | Ierland          | 6:49,24 | FB    |
| 6    | 6    | Ina Nikulina Alena Furman    | Wit-Rusland      | 6:54,78 | FB    |

#### Halve finale A/B 2
| Rang | Baan | Namen                                | Land             | Tijd       | Bijz. |
| ---- | ---- | ------------------------------------ | ---------------- | ---------- | ----- |
| 1    | 4    | Valentina Rodini Federica Cesarini   | Italië           | 6:41,36 WB | FA    |
| 2    | 5    | Mary Reckford Michelle Sechser       | Verenigde Staten | 6:41,54    | FA    |
| 3    | 3    | Ionela-Livia Cozmiuc Gianina Beleagă | Roemenië         | 6:42,08    | FA    |
| 4    | 1    | Anastasia Lebedeva Maria Botalova    | Russische ploeg  | 6:45,23    | FB    |
| 5    | 6    | Chiaki Tomita Ayami Oishi            | Japan            | 6:56,52    | FB    |
| 6    | 2    | Jill Moffatt Jennifer Casson         | Canada           | 7:00,82    | FB    |

### Finales

#### Finale C
| Rang | Baan | Namen                                | Land       | Tijd    | Bijz. |
| ---- | ---- | ------------------------------------ | ---------- | ------- | ----- |
| 13   | 3    | Milka Kraljev Evelyn Silvestro       | Argentinië | 7:05,82 |       |
| 14   | 4    | Valentina Cavallar Louisa Altenhuber | Oostenrijk | 7:15,25 |       |
| 15   | 2    | Lường Thị Thảo Đinh Thị Hảo          | Vietnam    | 7:19,05 |       |
| 16   | 5    | Nour El-Houda Ettaieb Khadija Krimi  | Tunesië    | 7:22,25 |       |
| 17   | 1    | Mutiara Rahma Putri Melani Putri     | Indonesië  | 7:25,06 |       |
| 18   | 6    | Yulisa López Jennieffer Zúñiga       | Guatemala  | 7:27,51 |       |

#### Finale B
| Rang | Baan | Namen                             | Land            | Tijd    | Bijz. |
| ---- | ---- | --------------------------------- | --------------- | ------- | ----- |
| 7    | 3    | Patricia Merz Frédérique Rol      | Zwitserland     | 6:49,16 |       |
| 8    | 5    | Aoife Casey Margaret Cremen       | Ierland         | 6:49,90 |       |
| 9    | 4    | Anastasia Lebedeva Maria Botalova | Russische ploeg | 6:51,65 |       |
| 10   | 2    | Chiaki Tomita Ayami Oishi         | Japan           | 6:54,94 |       |
| 11   | 6    | Ina Nikulina Alena Furman         | Wit-Rusland     | 6:57,84 |       |
| 12   | 1    | Jill Moffatt Jennifer Casson      | Canada          | 6:59,72 |       |

#### Finale A
| Rang   | Baan | Namen                                | Land             | Tijd    | Bijz. |
| ------ | ---- | ------------------------------------ | ---------------- | ------- | ----- |
| Goud   | 4    | Valentina Rodini Federica Cesarini   | Italië           | 6:47,54 |       |
| Zilver | 2    | Laura Tarantola Claire Bové          | Frankrijk        | 6:47,68 |       |
| Brons  | 1    | Marieke Keijser Ilse Paulis          | Nederland        | 6:48,03 |       |
| 4      | 3    | Emily Craig Imogen Grant             | Groot-Brittannië | 6:48,04 |       |
| 5      | 5    | Mary Reckford Michelle Sechser       | Verenigde Staten | 6:48,54 |       |
| 6      | 6    | Ionela-Livia Cozmiuc Gianina Beleagă | Roemenië         | 6:49,40 |       |